# Cimetière militaire britannique de Vadancourt
Le cimetière « Vadencourt British Cemetery » est un cimetière militaire de la Première Guerre mondiale situé sur le territoire de la commune de Maissemy, dans le hameau de Vadancourt (et non Vadencourt avec un E comme écrit à l'entrée du cimetière), Aisne.

## Localisation
Ce cimetière est situé au nord-ouest du village de Maissemy, dans le hameau de Vadancourt, sur la D33, ancienne Chaussée Brunehaut reliant Bellenglise à Vermand. Le cimetière militaire allemand de Maissemy se trouve à 2,5 km au nord-est sur la même route.

## Historique
Maissemy fut occupé par les Allemands en août 1914 et ne fut repris qu'en août 1917 par les troupes britanniques, date à laquelle le cimetière fut commencé. Le secteur passa de nouveau aux mains des Allemands en avril 1918 et fut définitivement repris par la 59e Division (North Midland) qu'en octobre 1918. Après l'armistice, de nombreux corps de soldats ont provenant de divers lieux y ont été transférés.

## Caractéristiques
Le cimetière militaire britannique de Vadancourt possède 760 soldats (dont 214 inconnus). On y compte 735 Britanniques (dont 212 inconnus), 11 Australiens (dont 2 inconnus), 7 Canadiens et 7 Indiens. Ils y ont été enterrés d'août 1917 à mars 1918 puis en octobre et novembre 1918 par les 5e, 47e et 61e postes d'évacuation sanitaires. Après l'armistice, 4 Français, 31 Américains et 28 Allemands ont été transférés alors qu'ont été ajoutés à celui-ci, ceux de l'extension du cimetière de l'église de Vendelles (36 Britanniques) et du château de Vadencourt (9 Britanniques et 6 Canadiens). Les noms de 5 cavaliers Indiens dont les corps ont été incinérés sont inscrits sur un mémorial. Un récipiendaire britannique de la Croix de Victoria, le Lieutenant-Colonel John Dimmer est enterré dans le cimetière militaire.

## Galerie

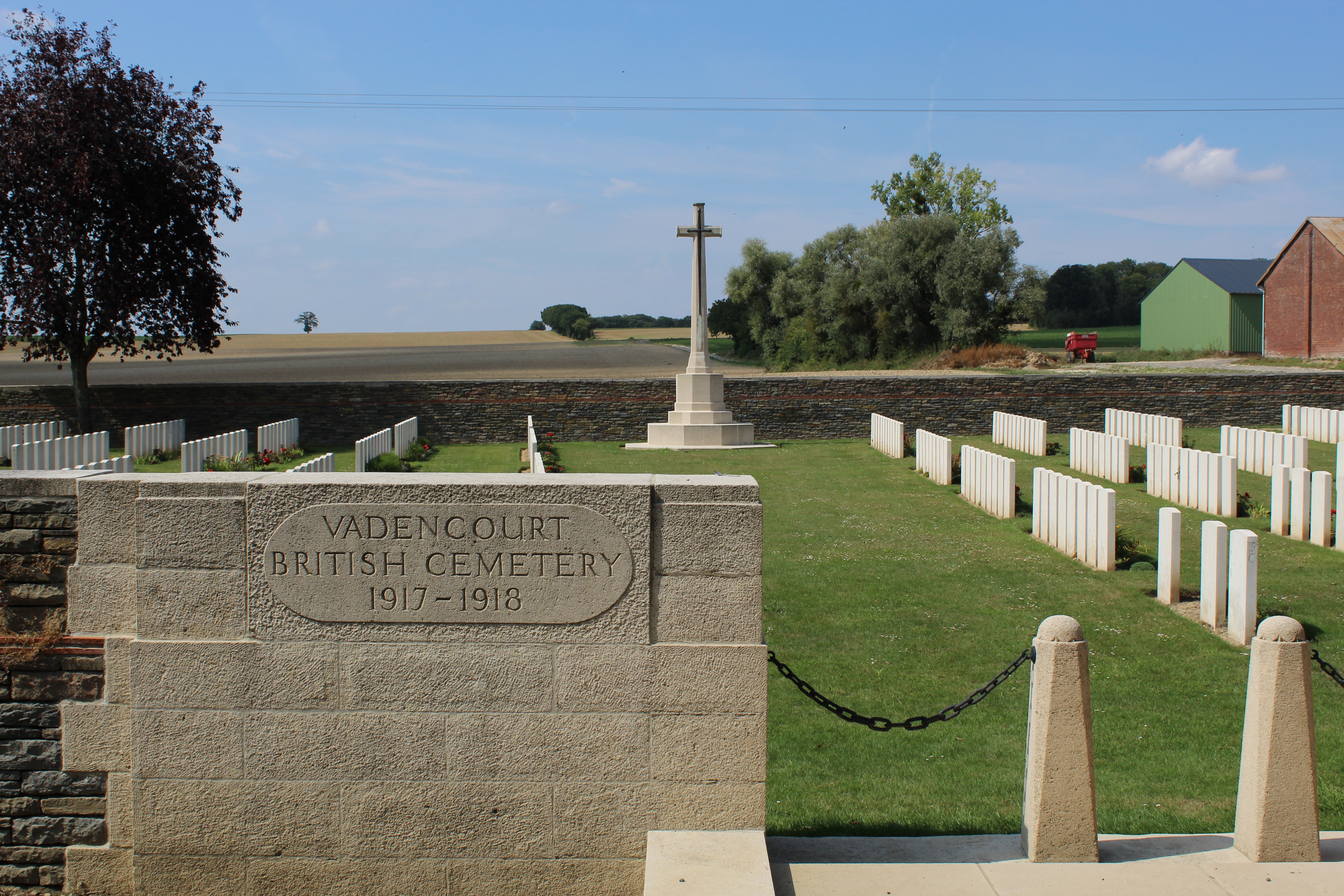
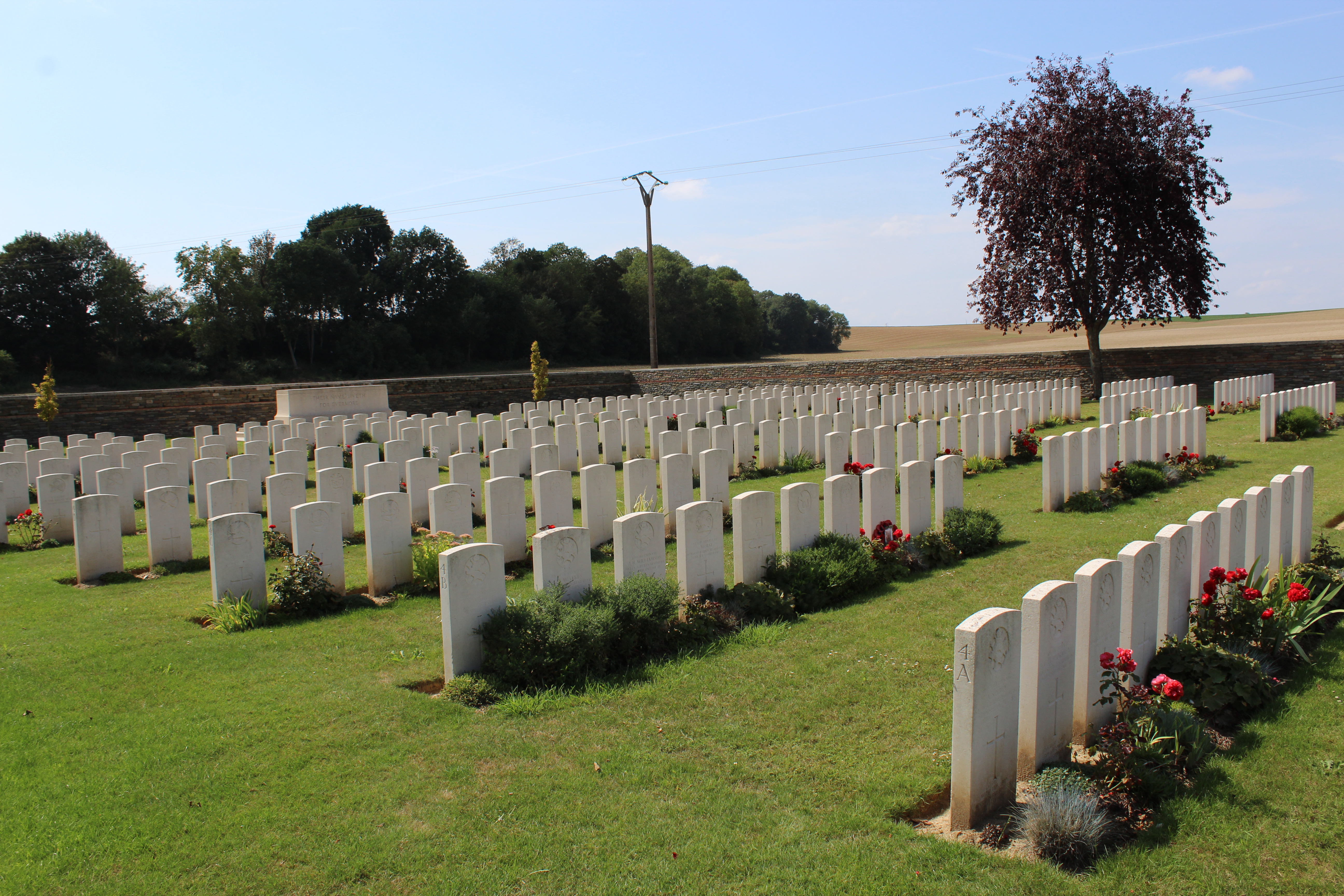
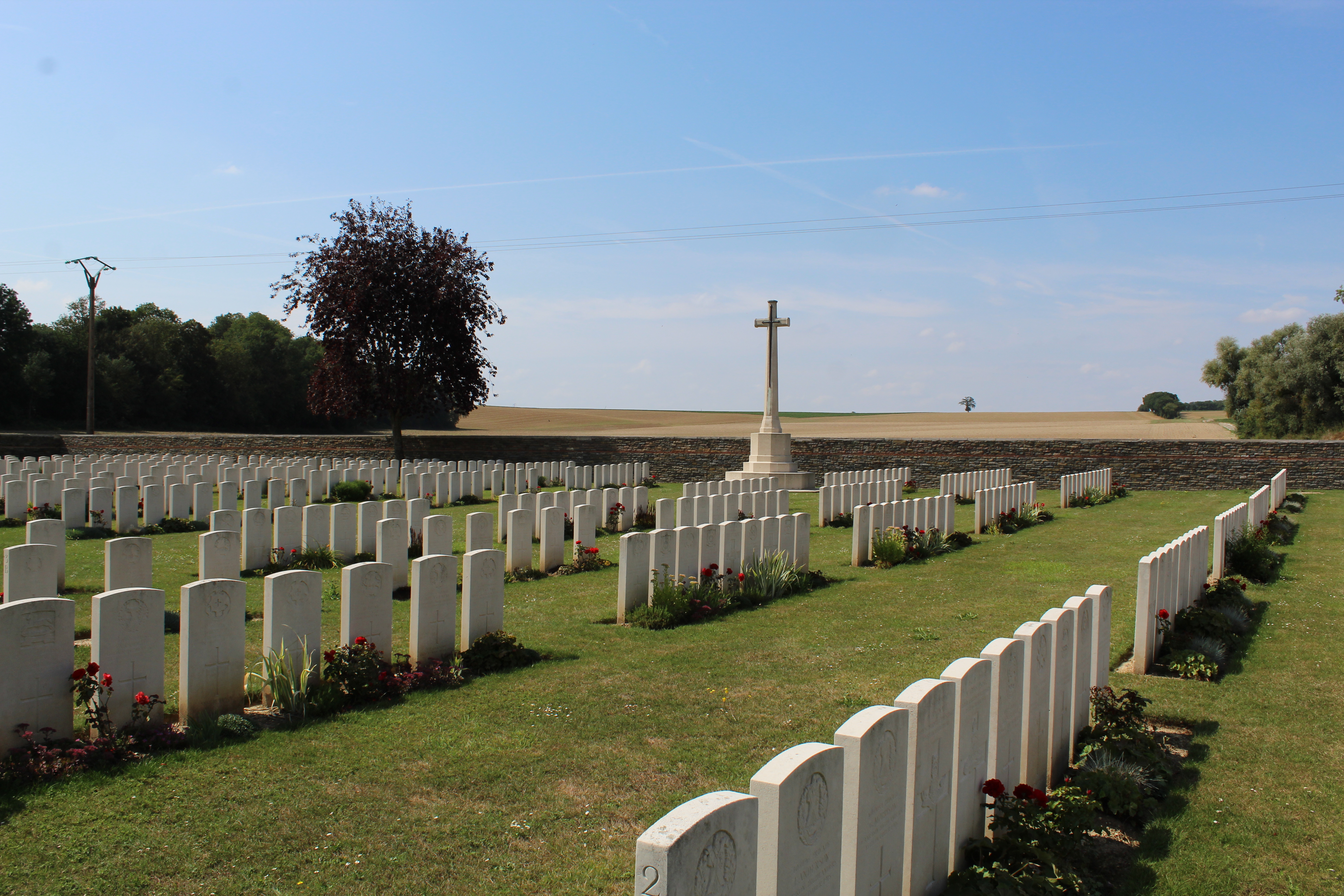
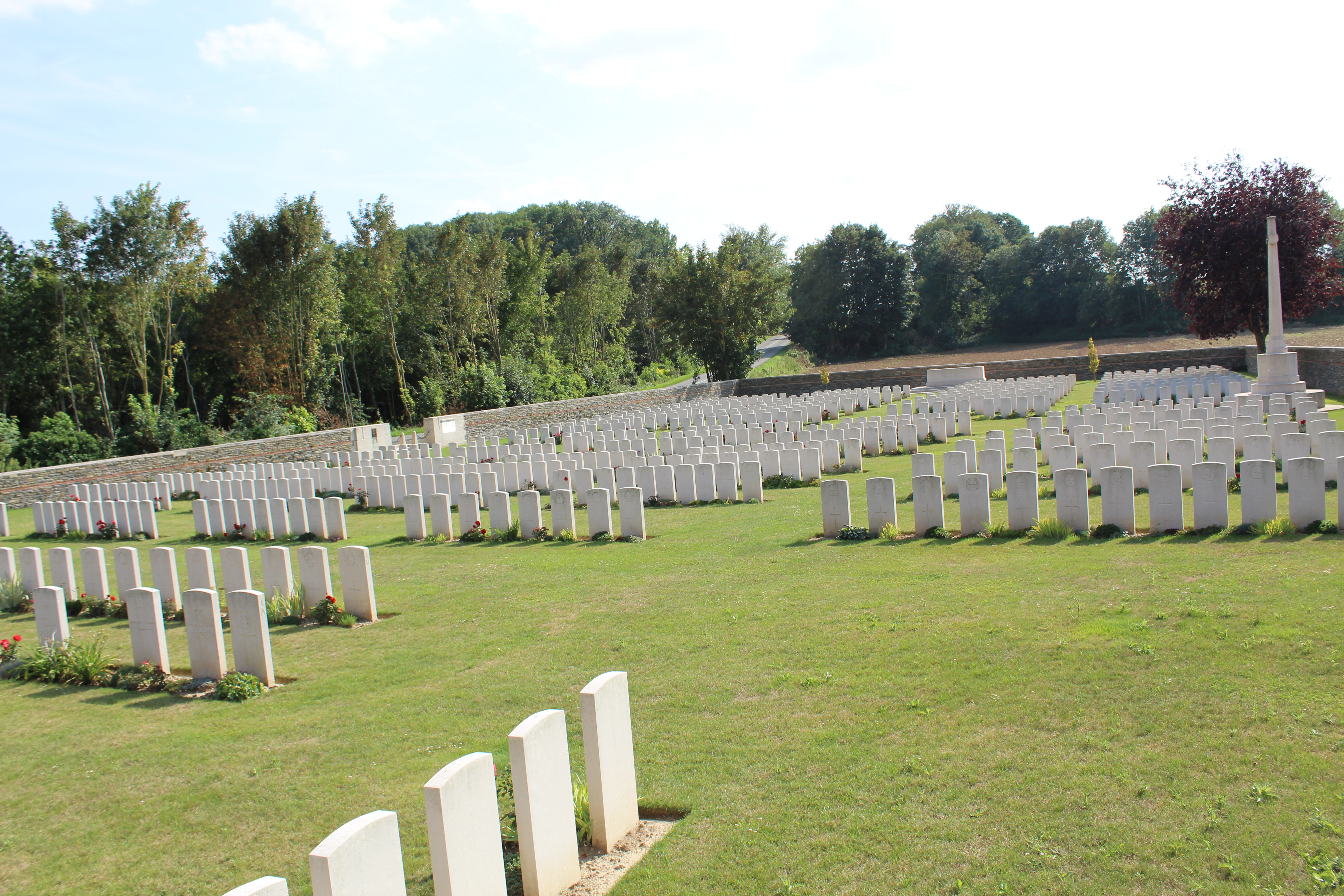
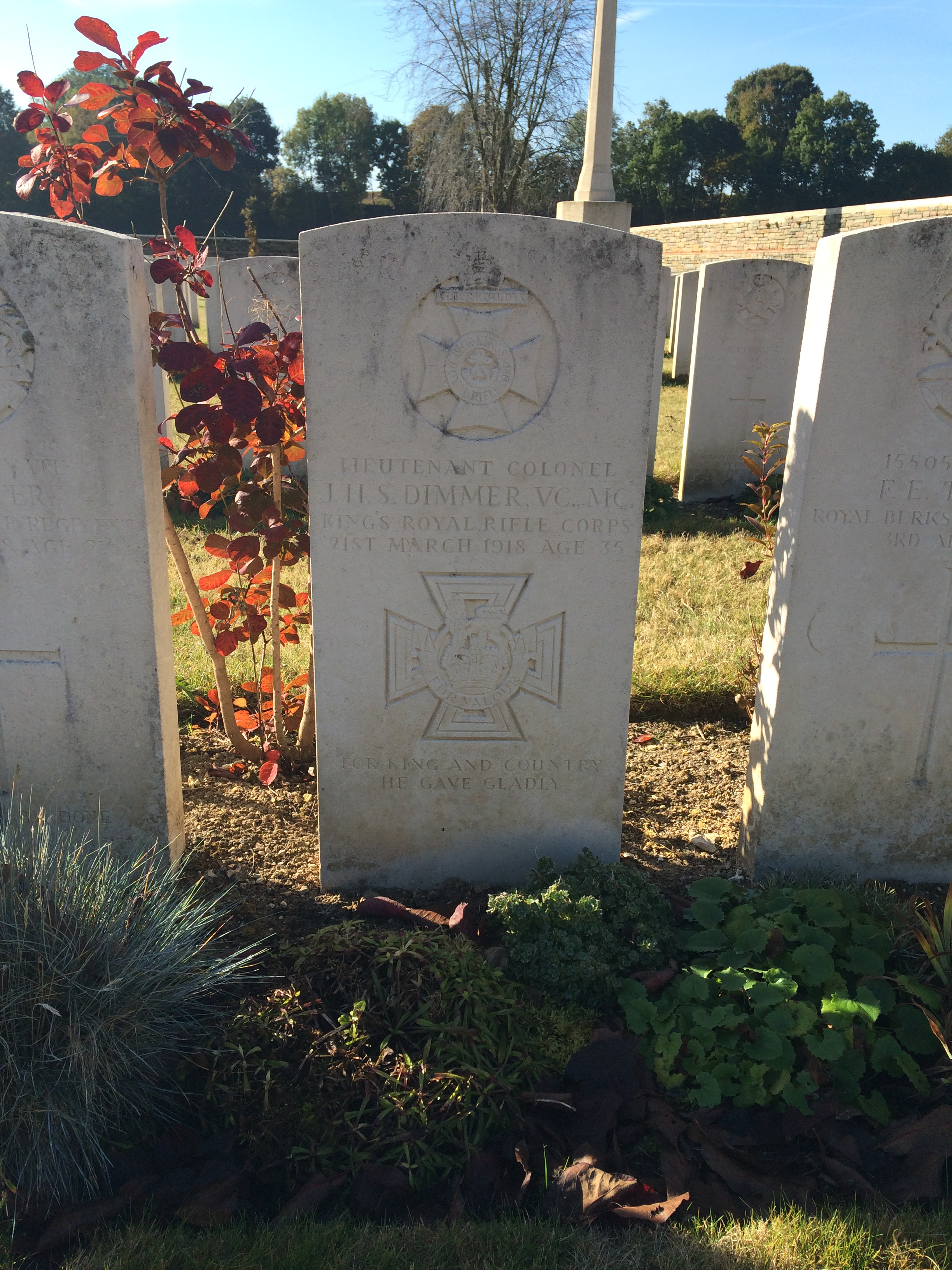
Tombe de John Dimmer

## Sépultures
| Pays        | Sépultures |
| ----------- | ---------- |
| Royaume-Uni | 735        |
| Canada      | 7          |
| Australie   | 11         |
| Inde        | 7          |
| Total       | 760        |